# Gastronomía de Bahía

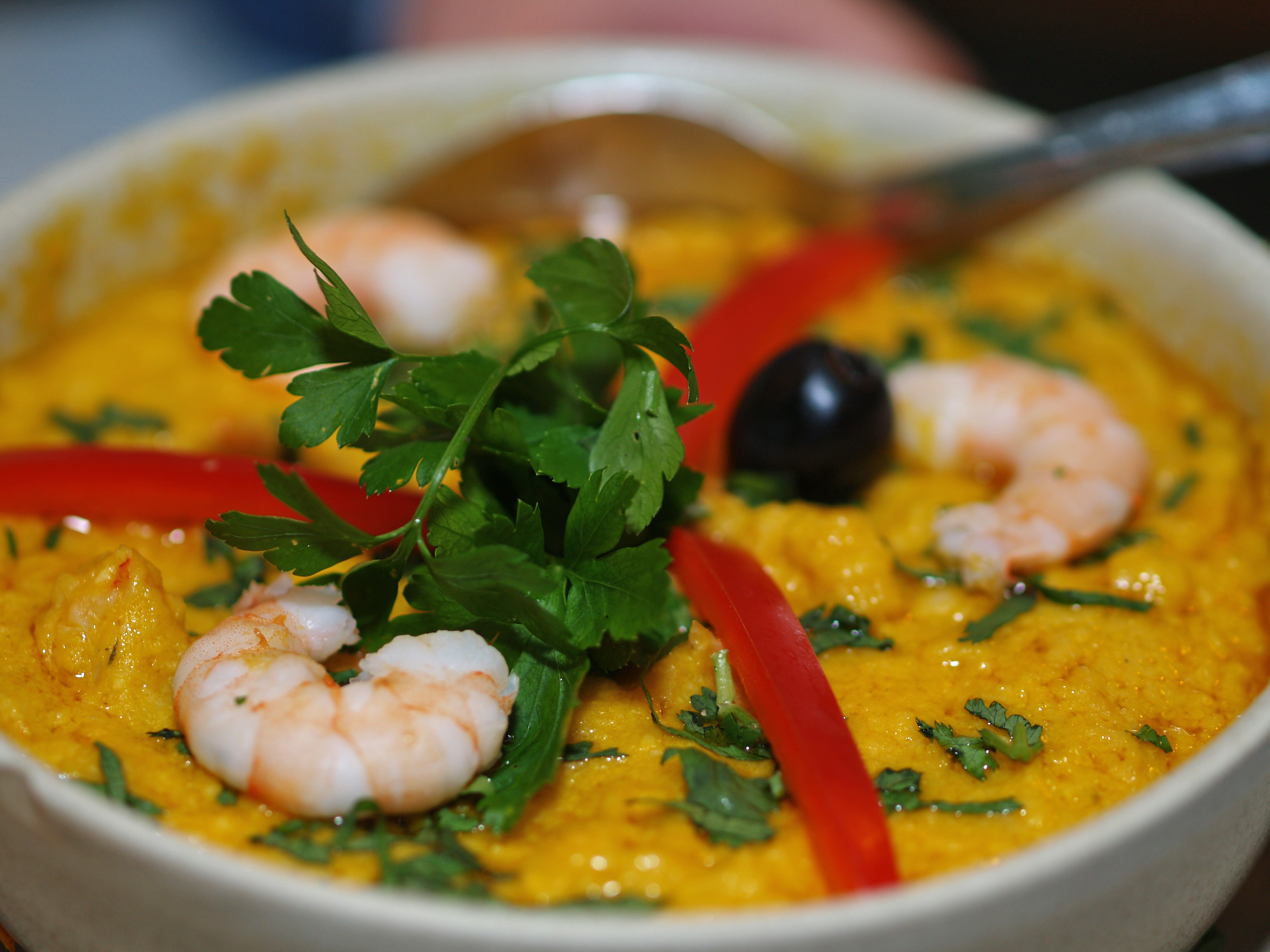
Vatapá

La cocina de Bahía típica procede de Salvador de Bahía es una cocina especiada, picante y muy elaborada; tiene una marcada influencia africana. Los platos típicos son las «moquecas» (mezcla de mariscos y pescados con leche de coco, aceite de dendé y gran variedad de especias), la «casquinha» de Siri (carne de cangrejo servida en su caparazón), el «acarejé», que venden las bahianas en sus carros por la calle.

## Platos típicos

### Platos Principales
- Abará
- Aberém
- Arroz de auçá
- Acaçá
- Acarajé
- Caruru
- Vatapá
- Moqueca de aratú
- Moqueca de peixe
- Moqueca de camarão
- Moqueca de maturi
- Moqueca de mapé
- Moqueca de petitinga
- Sarapatel
- Xinxim de galinha
- Efó
- Maniçoba
- Zembê
- Muganga
- Sarrabulho de vaca
- Mininico de carneiro
- Carne de sol assada
- Bobó
- Feijão de leite
- Siri mole
- Cabidela

### Postres
- Canjica
- Pamonha
- Pé-de-moleque
- Arroz doce
- Munguzá
- Beijú
- Cuscuz
- Aluá
- Baba-de-moça
- Quindim
- Cocada
- Bolinho de estudante
- Lelê

Helado Bahiano